# Дадашев, Ильгар Агабабаш оглы
Ильгар Агабабаш оглы Дадашев (азерб. Dadaşov İlqar Ağababaş oğlu; 1962 — 27 апреля 2024) — азербайджанский государственный деятель, судья Верховного суда Азербайджана.

## Биография
Родился в 1962 году. В 1989 году окончил юридический факультет Бакинского государственного университета.
В 1980—1981 годах — слесарь третьего разряда Сальянского пункта г. Баку.
В 1984 году — приёмщик конторы запаса в Нефтчале.
В 1989—1993 годах — адвокат адвокатской консультации Коллегии адвокатов Нефтечалинского района.
В 1993—2000 годах — управляющий прокурор Генеральной прокуратуры Азербайджана.
В 2000—2007 годах — судья Экономического суда Азербайджана.
В 2007—2010 годах — судья Бакинского апелляционного суда.
2010 — 27 апреля 2024 — судья Коммерческой коллегии Верховного суда Азербайджана.
27 апреля 2024 года покончил жизнь самоубийством через повешение.

## Награды
- Медаль «Прогресс» (11 февраля 2023)[3]